# 刘蒙叟
刘蒙叟（？－？），字道民，宁陵（今河南宁陵）人，生卒年不详。
参知政事刘熙古之子。宋太祖乾德五年（967年）丁卯科状元，历知庐、滁、濠、汝四州。宋真宗即位，上言曰：“陛下已周諒暗，方勤万務。伏望崇儉德，謹守前規，無自矜能，勿作奢縱；厚三軍之賜，輕万姓之徭，使化育于生靈，聲教加于夷夏。且万國己觀其始，惟陛下慎守其終，思鮮克之言，戒性習之慚，日謹一日，雖休勿休，則天下幸甚！”以本官直史館。因足疾致仕，卒於家。著有《五运甲子编年历》三卷。